# مقاطعة ترينيتي (تكساس)
مقاطعة ترينيتي (بالإنجليزية: Trinity  County)‏ هي إحدى المقاطعات في ولاية تكساس، الولايات المتحدة الأمريكية، يبلغ عدد سكانها 14,585 نسمة طبقا لإحصاء عام 2010 .

موقع المقاطعة في ولاية تكساس